# Nacht-schatten
Georg Friedrich Haas componeerde Nacht-schatten in 1991.
Hij schreef het kwartierdurende werk voor ensemble.

## Compositie
De componist heeft geprobeerd de situatie uit beelden, die ontstaat in schemering. Wat werkelijkheid lijkt, blijkt alleen maar een schaduw te zijn en omgekeerd. De compositie klinkt minder "harmonieus" dan In vain, maar anders dan in zijn andere werken zijn de muziekinstrumenten soms duidelijk van elkaar onderscheidbaar.
Het werk is opgedragen aan Peter Oswald, die Haas op het idee bracht om op basis van schemerwerkelijkheid een compositie te schrijven.